# 洋燈と二児童
『洋燈と二児童』（ようとうとにじどう、洋灯と二児童、洋燈と二兒童、英: Lamp and Two Children）は、日本の洋画家黒田清輝が1890年（明治23年）から1891年（明治24年）にかけて描いた絵画。ランプが置かれたテーブルで縫いものをしている少女と居眠りをしている少年が描かれている。本画について黒田は、養父の清綱に宛てた1890年（明治23年）12月5日付けの書簡では「ランプの前にて婦人針仕事の図」と呼び、養母の貞子に宛てた1891年（明治24年）1月23日付けの書簡では、「よるらんぷをつけておんながはりしごとをしてをるゑ」と呼んでいる。麻布製のカンヴァスに油彩。縦100.4センチメートル、横81.0センチメートル。広島県のひろしま美術館に所蔵されている。『洋燈と二小兒』『家庭の夜』『ラムプニ二子供』『夜なべ』とも。

## 由来

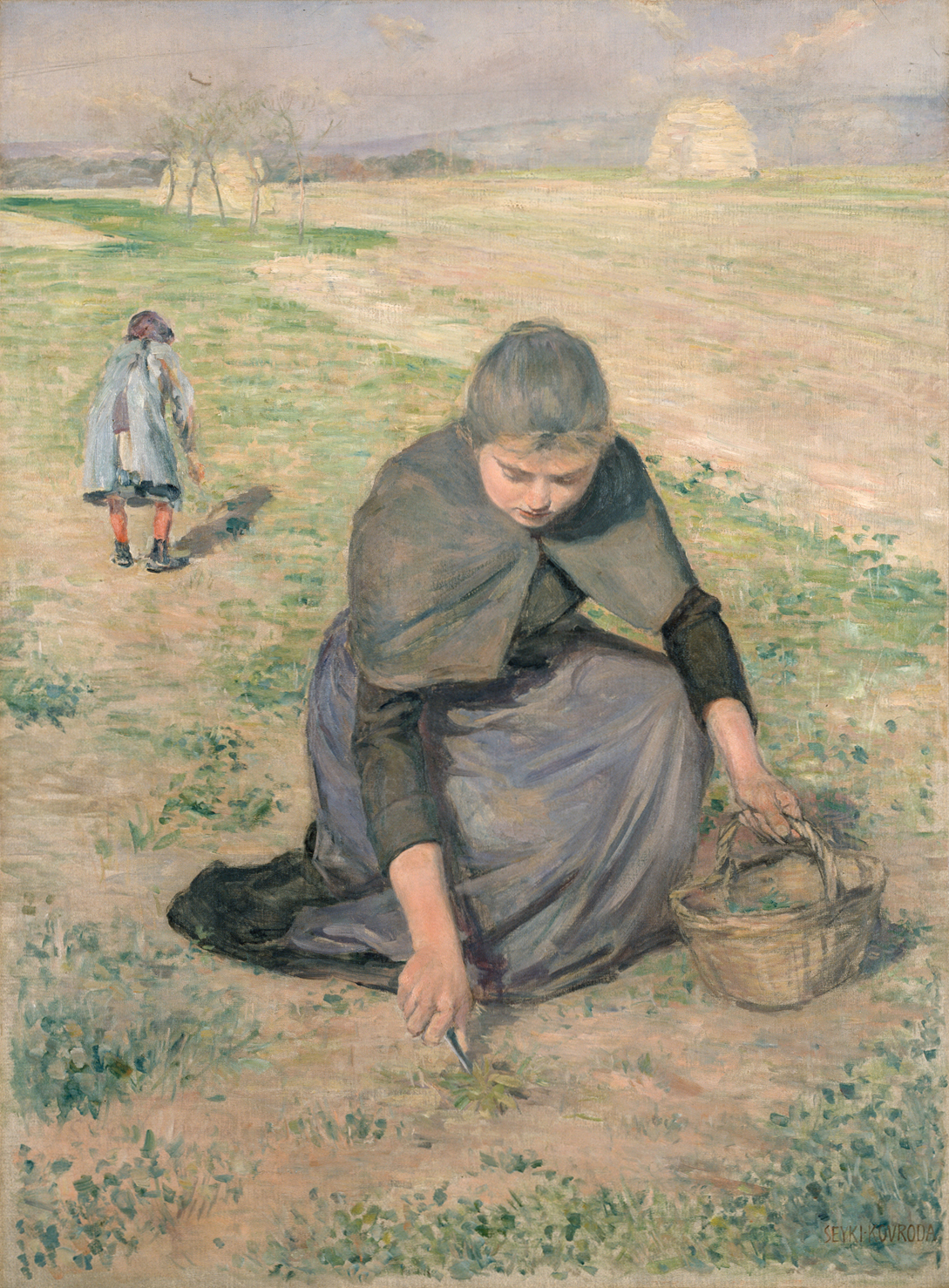
黒田清輝『摘草する女』、1891年、東京国立博物館所蔵

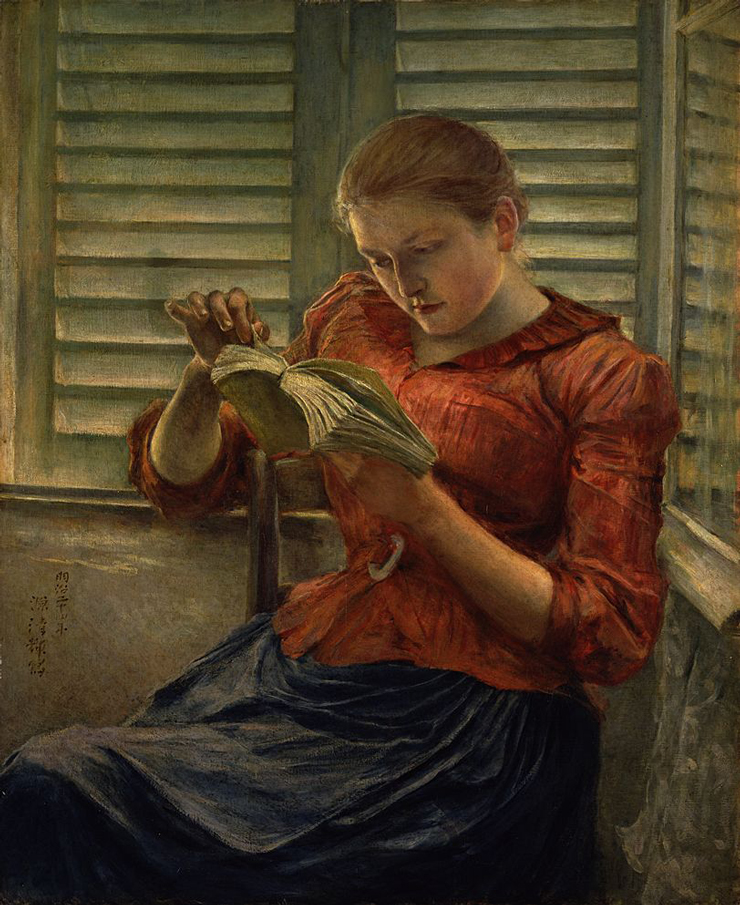
黒田清輝『読書』、1890年 - 1891年、東京国立博物館所蔵

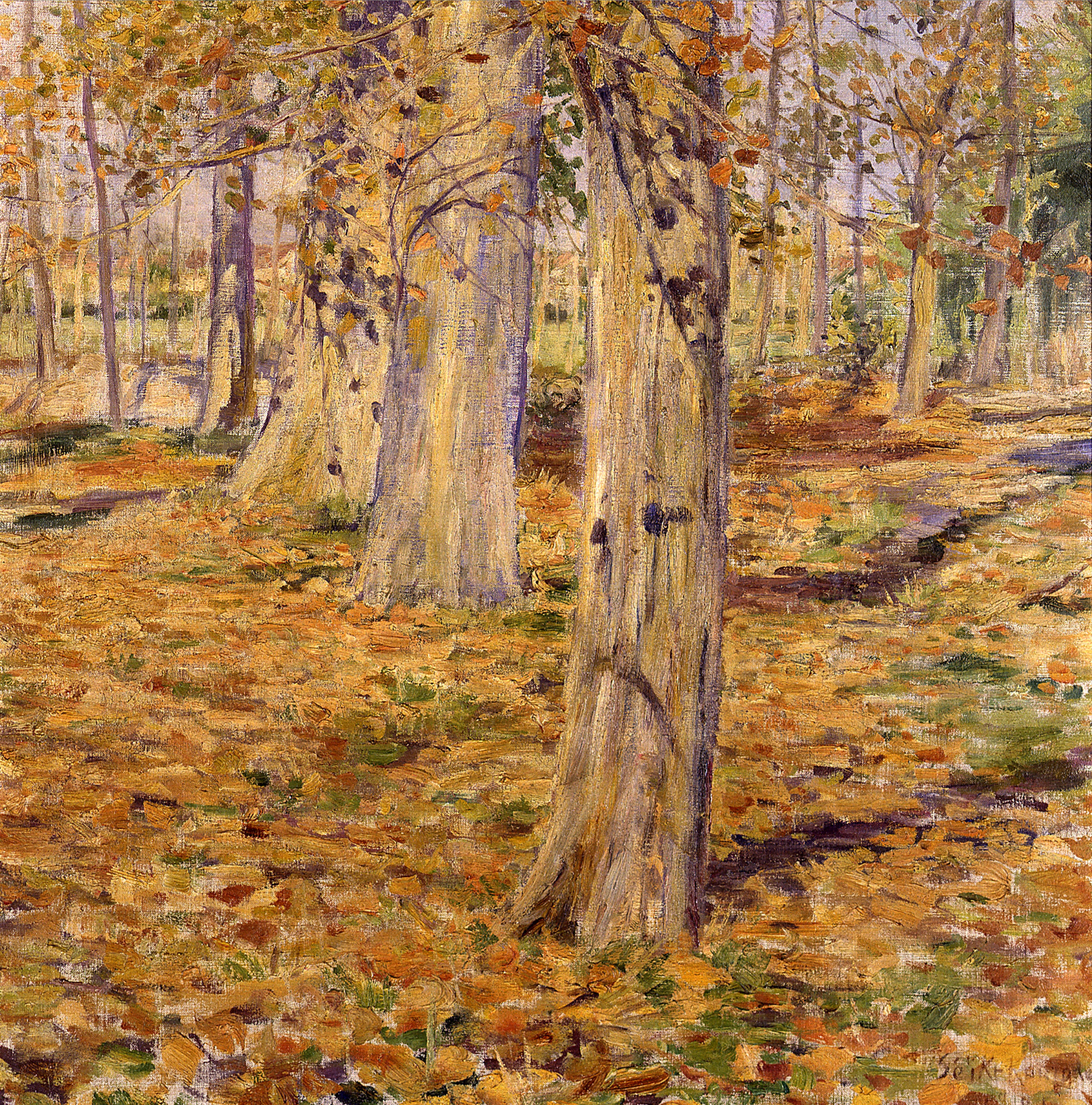
『落葉』、1891年、東京国立近代美術館所蔵

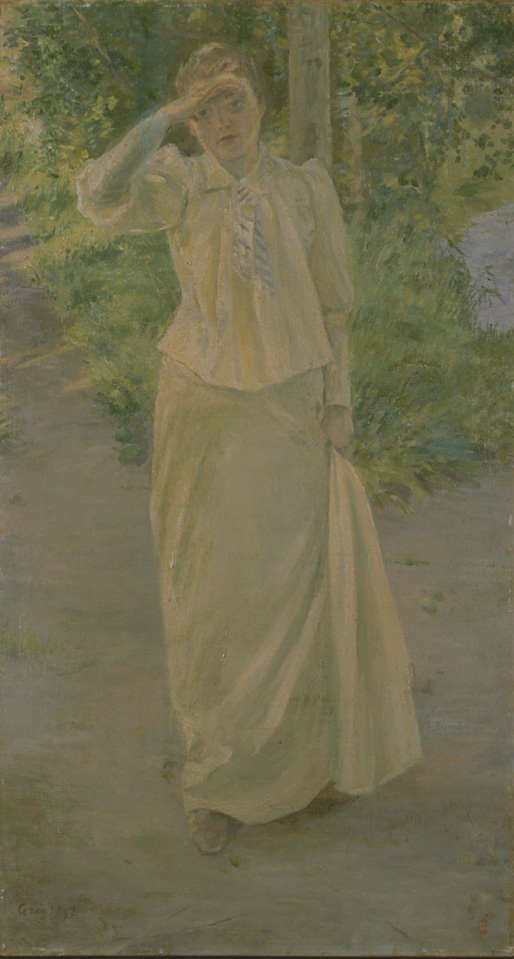
『白き着物を着せる西洋婦人』、1892年、ひろしま美術館所蔵

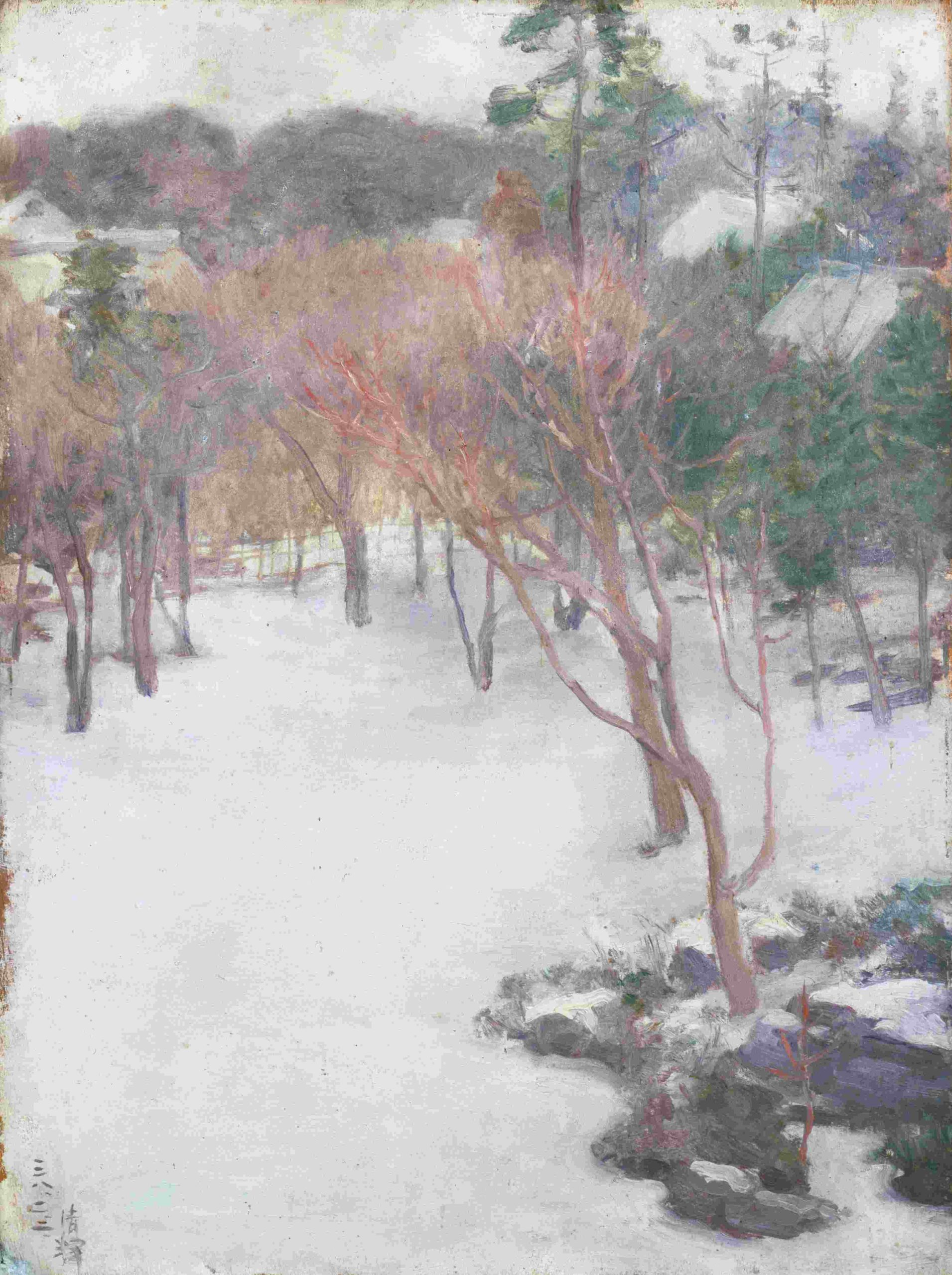
『庭の雪』、1905年、茨城県近代美術館所蔵

黒田は1884年（明治17年）よりフランスに留学した。留学の当初の目的は、明治時代の立法機関である元老院の議官を務めた養父、黒田清綱の跡を継ぐために法律を研究することであった。洋画家の藤雅三（1853年 - 1916年）がフランスの画家ラファエル・コランに入門する際に黒田は通訳を務めた。このことがきっかけで西洋画に没頭するようになった。1886年（明治19年）、洋画家の山本芳翠、藤雅三および美術商の林忠正から西洋画の習得を強く勧められ、黒田は画家になることを決意する。
本画『洋燈と二児童』の製作は、1890年（明治23年）12月初旬に開始された。1891年（明治24年）の年明けをパリで迎えた黒田は、1月4日ごろにパリ近郊の芸術家村、グレー＝シュル＝ロワンに移った。本画は、黒田が初めて夜の風景を油彩画で描いた作品である。実際には、夜の景色を演出するために室内を暗くした上でランプをともし、その様子を室外からのぞきながら描いた。
本画が製作された年のグレー村の冬は厳しい寒さに見舞われていた。1月の上旬から中旬にかけては、火の暖かみのないところに立ちながら描くのはかなりの苦難をともなう作業であったため、製作の進捗状況は芳しくなかった。1月下旬になると温かい日が増えてきて、製作が順調に進み始めた。翌2月には、ヨメナを摘んでいる黒い服の女性を描いた『摘草する女』（1891年、東京国立博物館所蔵）の製作に取りかかっている。また同月には『読書』（1890年 - 1891年、東京国立博物館所蔵）に補筆を施し、額装も行っている。
同年4月下旬、黒田はサロンの開会式に参加するためにパリに移ったが、翌5月上旬にはグレー村に戻り、『洋燈と二児童』の製作を再開した。本画の完成は、『現代日本美術全集』では1891年（明治24年）の初春となっている。
1905年（明治38年）9月23日から10月28日にかけて上野公園の第5号館において開催された白馬会創立10周年記念展に黒田は、本画のほか『落葉』（1891年、東京国立近代美術館所蔵）『郊外読書』（郊外讀書、1891年）『白き着物を着せる西洋婦人』（全身西洋婦人、1892年、ひろしま美術館所蔵）『牝牛』（1892年）『逍遥』（1895年）『湖畔』（1897年、東京国立博物館所蔵）『膳拭ひ』（1898年）『雪の後』（庭の雪、1905年、茨城県近代美術館所蔵）『読書』などを出展した。
白馬会による『紀念画集』が発行された1905年（明治38年）時点における本画の所蔵者は、美術商の林忠正となっている。翌1906年（明治39年）に林が死去すると、1908年（明治41年）に彼のコレクションの売り立てが行われた。その際に刊行された『林忠正蒐集西洋絵画図録』には計6点の黒田作品が収録されており、そのうち本画は『ラムプニ二子供』というタイトルで記載されている。
1925年（大正14年）刊行の和田英作編『黒田清輝作品全集』（審美書院）では、『夜なべ』と題されている。隈元謙次郎が論文『滞仏中の黒田清輝』を発表した1940年（昭和15年）時点における本画の所蔵者は、侯爵の前田利為である。隈元謙次郎『黒田清輝作品補遺 上』（1955年）によると、李王家が所蔵していたこともあったとされる。

## 作品
農業を営む家のある夜の情景が描かれている。季節は冬である。画面の中央から下部にかけての範囲に、円形のテーブルが描かれている。テーブルには、青色のテーブルクロスがかけられている。テーブルの上には、黄色みを帯びた朱色をしたランプが置かれている。テーブルの向かって右側の席では、少女が縫いものをしている。
テーブルの上に仰向けに寝かされている人形は、薄い緑色をした衣服が着せられている。少女は、この人形に着せる衣服を縫って作っているのか、あるいは衣服のほころびを修繕しているものと思われる。テーブルの向かって左側の席に腰かけている少年は、読書に飽きたのか、あるいは疲れたのか、腕を曲げて枕の代わりにしてテーブルにうつ伏せになって眠っている。
黒田は、色遣いには特に労を要したとされる。ランプの光が少女らやテーブルに反映する箇所に赤みがかった黄色を用いることで、暖かみのある作品に仕上げている。ランプの光は、部屋の隅々にまで行き届いている。
美術研究者の三輪英夫によると、本画のモデルとなった少女と少年は、『読書』でモデルを務めたマリア・ビョーの兄、ネストル・ユージェーヌ（Nestor Eugène、1858年 - 1913年）の子どもであるとされる。原田実編『日本の美術 30 明治の洋画』は、眠っている少年は縫いものをしている少女の弟に当たるとしている。

## 評価・解釈
三輪は本画について、黒田よりも少し早くフランスで活動していた五姓田義松の『人形の着物』（1883年、笠間日動美術館所蔵）を想起させる作品であるとしている。また三輪は、黒田は少年や少女を描くことよりも、夜の室内にランプがともっている様子を描くことのほうに強い関心をもっていたようであるとの旨を述べている。
画家岡田三郎助が1914年（大正3年）に製作した『縫いとり』では、岡田の妻である八千代が縫いものをしている様子が描かれている。美術史研究者の大井健地は、この『縫いとり』の柔らかく温かい色調は『洋燈と二児童』のそれと似通っていることを指摘している。部屋の中の光を、部屋の外からのぞきながら描写するという方法を用いたことについて、荒屋鋪は、黒田が室内における人物を描くことに意欲的であったのであろうとの見方を示している。

## 影響
黒田は1901年（明治34年）、神奈川県の箱根に滞在した際に、素描画の小品『室内（元箱根村）』（東京国立博物館所蔵）を製作した。この素描画は、黒田が滞欧時代に鑑賞することができたサロン出展作品であるエルネスト＝アンジュ・デュエズ『ランプのまわりで』（仏: Autour de la lampe、1889年）やアルベール・ベナール『紅茶』（1891年）などを意識して製作されたとされる。美術史家の荒屋鋪透によると、『室内（元箱根村）』の中央部分に描かれたランプは『洋燈と二児童』の影響を受けたものとされる。